# 1er mai (chanson)
Pour les articles homonymes, voir 1er mai (homonymie).
1er mai est le titre d'une chanson du folklore français de la fin du XIXe siècle.
Elle commence par :
Copain regarde les rues,
Les flicards et les roussins
Montrent leurs gueules bourrues
De brutes et d'assassins.

## Histoire
En septembre 1890, parait dans Le cri social (Algérie) une poésie d'Eugène Châtelain, ancien communard. Sous le titre Le Premier Mai 1891, il appelait déjà à la grève générale pour le 1er mai suivant.
La grève se prépare et chaque Peuple uni
Ira détruire ses frontières
Le drapeau du travail a déjà réuni
Des populations entières.
Au 1er mai 1891, on chantera Les Jacques de Jean Richepin qui parle de Pâques rouges.

En 1892, il y eut un chant du 1er mai écrit sur la musique du Chant des ouvriers de Pierre Dupont.

En 1893, ce chant devient La Marche du 1er mai, écrit par Charles Gros, professeur d'histoire sur une musique de Fenouil, militant guesdiste.

1er mai, c'est le renouveau,
Comme aux arbres monte la sève,
L'idée aussi monde au cerveau,
Et la sociale se lève. (…)
Pour le 1er mai 1898, Jean-Baptiste Clément écrit lui aussi un texte, sur une musique de Pierre Forest :
Silence à l'enclume, aux marteaux,
On ne descend pas dans les mines,
On ne va pas dans les usines.
C'est le jour de fête et de repos.
Refrain
Célébrons, frères d'ateliers
La fête internationale
Le 1er mai des ouvriers
L'aurore de la sociale ! […]
En 1907, une chanson de Charles d'Avray parue dans le journal anarchiste Le Libertaire appelle à l'action violente :
Voici le 1er mai, camarades debout […]
Faisons qu'au rendez-vous les masses soient exactes
Par le sang et le feu, répandons la terreur […]
Le 26 avril 1911, Gaston Couté écrit sa chanson du Premier Mai, sur l'air du Temps des cerises :
C'est le Premier Mai, Debout, camarades !
Pour les travailleurs, pour les ouvriers,
C'est un jour de fête !
Et tous, aujourd'hui, relevant la tête,
Désertent l'enfer de leurs ateliers […]
Une Marseillaise du 1er mai voit aussi le jour, faussement attribuée à Clovis Hugues et jouée sur l'air de l'Internationale :
Debout ceux qui se sentent frères
Sous le drapeau rouge, en avant !
Des grandes foules ouvrières
L'âme en feu passe avec le vent
Voici le renouveau du monde
Un 1er Mai du genre humain.

## Interprète de la version anonyme
- Marc Ogeret dans Chansons « contre », disque 33 tours, Vogue, CLVLX29, 1958 (1988 pour le CD, Disques Vogue). Prix de l'Académie Charles-Cros.